# Gil Pidoux
Pour l’article homonyme, voir Pidoux.
Gil Pidoux, né le 8 août 1938 à Lausanne, est un écrivain, dramaturge, comédien, metteur en scène et artiste peintre vaudois.

## Biographie
Fils de l'aquarelliste Bernard Pidoux, Gil Pidoux  suit des études au Conservatoire de Lausanne, en section art dramatique et à l'école des beaux-arts avant de consacrer sa vie au théâtre : comédien, metteur en scène, adaptateur, dramaturge ou encore, décorateur, il occupe successivement ou parallèlement presque toutes les fonctions exigées par cet art. En 1968, il se produit notamment dans la pièce radiophonique Guten Tag, Gutenberg ! de Jacques Aeschlimann pour la Radio Suisse Romande et en 1972 dans La Fournaise du même auteur. 
Il écrit de nombreuses pièces pour la scène et la radio. L'une d'entre elles, Le marteau est traduite en roumain, montée par la troupe de théâtre Mihai Eminescu et adaptée pour la radio. Par ailleurs, il organise de multiples manifestations culturelles et présente ses tableaux dans plusieurs expositions de peinture.
On lui doit, entre autres des recueils de poésie Dédicace de l'aube, (1992), Des histoires de nuages, (1996), des nouvelles Les veuves, (1998), un roman, Petite ondine, (1998) et un recueil de récits qui ont pour cadre le voyage en train et que l'auteur a rassemblés sous le titre Compartiments d'imaginaire (1992).
Gil Pidoux est membre de nombreuses organisations, de la Société suisse des écrivaines et écrivains, de la Société suisse des auteurs, de l'Association vaudoise des écrivains, d'Amnesty International et du Syndicat des comédiens romands. Lauréat de nombreux prix (Prix Citroën 1991, Prix des écrivains vaudois 1998, 2000). Très actif dans le domaine dramatique, son spectacle Le silence de la terre est joué en été 2007 à Saint-Pierre-de-Clages.

## Sources
- « Gil Pidoux », sur la base de données des personnalités vaudoises sur la plateforme « Patrinum » de la Bibliothèque cantonale et universitaire de Lausanne.
- Anne-Lise Delacrétaz, Daniel Maggetti, Écrivaines et écrivains d'aujourd'hui, p. 309
- Histoire de la littérature en Suisse romande, sous la direction de R. Francillon, vol. 4, p. 451
- A. Nicollier, H.-Ch. Dahlem, Dictionnaire des écrivains suisses d'expression française, vol. 2, p. 675-677
- 24 Heures - éd. Lausanne 2007/07/12, p. 20 avec photographie